# Limes i övre Germanien och Raetien

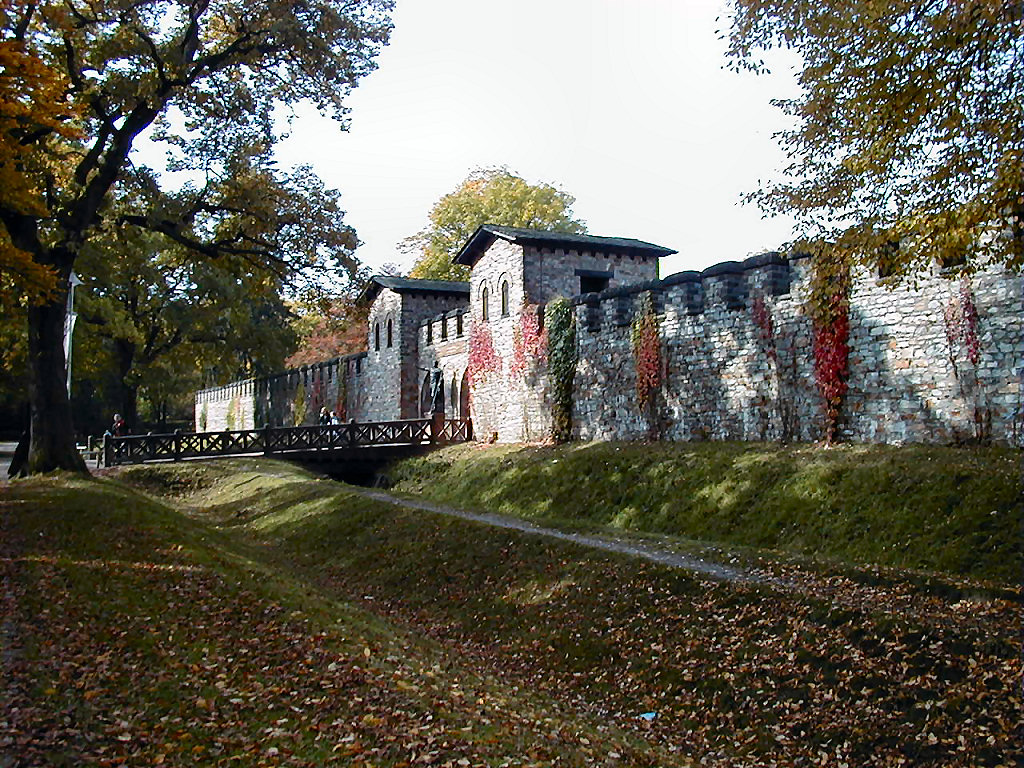
Rekonstruktion av ett kastell nära Bad Homburg

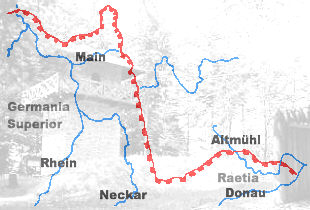
Karta över Limes i övre Germanien och Raetien, omkring 200 efter Kristus

Limes i övre Germanien och Raetien var en 550 km lång del av Romerska rikets gräns mellan Rhen och Donau. Försvarsanläggningarna vid gränsen är idag fornminne och ingår sedan 2005  i Unesco: s världsarvslista.
Limes betyder på latin egentligen "gränsväg" eller "obevuxen sträcka" men används idag huvudsakligen för gränsvallen vid rikets norra gräns. Det världsarvklassade avsnittet i Tyskland är uppkallat efter de romerska provinserna i området – Raetia (Raetien) och Germania Superior (övre Germanien).
Limes i övre Germanien följer huvudsakligen inte naturliga gränser som vattendrag eller bergskedjor. Anläggningarnas funktion är inte helt klarlagd. Det antas att huvudsyftet var övervakning av handelsvägarna i området. De hade inte möjlighet att motstå ett större militärt angrepp. För den omfattande handeln med germanska folkgrupper fanns ett flertal gränsövergångar.